# Kingston (Ontario)
Kingston je město v Kanadě. Leží asi 200 km jižně od hlavního města Ottawy v místě, kde Řeka svatého Vavřince vytéká z jezera Ontario. Ve městě žije 123 363 obyvatel a v celé jeho aglomeraci 159 561 (sčítání lidu 2011).
Francouzi na tomto místě založili roku 1673 pevnost Fort Cataraqui (z irokézského slova, které znamená „útočiště“), později přejmenovanou na Fort Frontenac na počest guvernéra Louise de Buade de Frontenac. Po vítězství ve francouzsko-indiánské válce pevnost obsadili Britové a v roce 1783 u ní založili osadu King's Town (Královo město, podle krále Jiřího III.), což se později zkrátilo na Kingston. V letech 1841 až 1844 byl Kingston hlavním městem Kanady.
Vzhledem ke strategickému významu města zde sídlí velká vojenská posádka, symbolem Kingstonu je pevnost Fort Henry, založená roku 1813.
Kingston má přezdívku Limestone City (Vápencové město) podle těžby vápence, z něhož je postavena většina budov v historickém centru.
Do roku 1969 v Kingstonu existovala významná strojírenská továrna Canadian Locomotive Company. Významným zaměstnavatelem je hlavní kanadská pobočka firmy Invista. Městem prochází Ontario Highway 401. Turisty přitahují historické budovy v centru, plavební cesta Kanál Rideau zapsaná na seznam Světového dědictví a blízká rekreační oblast Tisíce ostrovů.
Sídlí zde dvě vysoké školy: veřejná výzkumná Queen's University a vojenská akademie Royal Military College of Canada a univerzitní knihovna Joseph S. Stauffer Library.
Kingston si dělá nárok na titul kolébky ledního hokeje — podle záznamů se zde tento sport provozoval už v roce 1843. Momentálně ve městě hraje juniorský tým Kingston Frontenacs. Sídlí zde také Mezinárodní hokejová síň slávy. Konají se zde kulturní akce Kingston WritersFest a Kingston Canadian Film Festival.